# H.K.H. Kronprinsessans hovstat
H.K.H. Kronprinsessans hovstat är en enhet inom de svenska kungliga hovstaterna som ansvarar för Kronprinsessan Victorias och prins Daniels officiella program.

## Historik
H.K.H. Kronprinsessans hovstat bildades 2004 med uppgift att ansvara för planering, förberedande och genomförande av Kronprinsessan Victorias officiella program. Hovmarskalk Elisabeth Tarras-Wahlberg ledde hovstaten till 2009, då hon efterträddes av hovmarskalk Jörgen Lindström. Sedan maj 2012 är hovmarskalken Karolin A. Johansson chef för hovstaten.
Till hovstaten hör även kronprinsessans och prins Daniels respektive sekreterare. År 2011 tog hovstaten 10 procent av det så kallade apanaget i anspråk, cirka 6,2 miljoner kronor.

## Hovmarskalk
| Nr | Namn                      | Porträtt | Tillträdde  | Avgick    |
| -- | ------------------------- | -------- | ----------- | --------- |
| 1  | Elisabeth Tarras-Wahlberg |          | 2004        | 2009      |
| 2  | Jörgen Lindström          |          | 2009        | 2012      |
| 3  | Karolin A. Johansson      |          | 2012        | 2019      |
| 4  | Lena Bartholdson          |          | 2019        | 2023      |
| 5  | Isabella Törngren         |          | 1 mars 2023 | nuvarande |